# Dosha

Diagrama mostrando los tres humores en ayurveda en el centro, y en las puntas de la estrella los cinco grandes elementos de los cuales están compuestos

En el ámbito de la medicina tradicional ayurvédica, dosha (en sánscrito: दोषः, AITS: doṣa) es uno de los tres ‘humores’ o ‘aires vitales’ que se cree que están presentes en el cuerpo de una persona. Ya desde la literatura del siglo XX, existe la llamada "teoría de los tres doshas" (en sánscrito:त्रिदोषोपदेशः, tridoṣa-upadeśaḥ). Los tratados sobre ayurveda describen cómo la cantidad y la calidad de estas tres sustancias fluctúan en el cuerpo en función de las estaciones, la hora del día, la dieta y otros factores. En ayurveda se distinguen tres humores: vata (del sánscrito वात, en AITS vāta, y que se puede traducir como "aire"), pitta (पित्त, pitta, "bilis") y kapha (कफ, kapha, "flema"). La combinación de estos humores en cada persona constituye su ‘temperamento’, ‘biotipo’ o ‘principio metabólico’. En ayurveda se cree que un desequilibrio de las cantidades de estos tres humores o bioelementos corporales fundamentales produce enfermedad, por tanto son considerados al prescribir un tratamiento.
Aunque el concepto de dosha ayurvédico es similar al concepto de humor de los filósofos griegos o romanos, tienen características distintas.
Se han encontrado paralelismos entre los doshas y conceptos de la astrología debido a que sus principios derivan de antiguas filosofías y supersticiones. El uso de estos conceptos para diagnosticar o tratar enfermedades se considera pseudociencia.

## Connotación del término «dosha»
En sánscrito, el término dosha significa:
- Dosha es uno de los Ocho Vasus y esposo de Doshā, la noche, según el Bhágavata-purana 6.6.11-14.
- falta, vicio, deficiencia, carencia, inconveniencia, desventaja (según varios Upanishad, las Leyes de Manu y el Majábharata).
  - dosha-jña: prudente, sabio, que sabe lo que hay que evitar (según la literatura Kavia), ‘conocedor de faltas’ (según el Raghu-vamsha 1.93).
- maldad, pecado, mancha (según las Leyes de Manu).
  - dosha-anudarśin: ‘que ve [percibe] las faltas’ (según el Majábharata 1.3068).
  - dosha-anuvāda: ‘hablar acerca de las faltas de otro’ (según el diccionario Sanskrit-English Dictionary anterior de Moniers-Williams, con notas marginales).
  - tri-dosha-apaha: ‘cuidado contra los tres [tipos de] pecados’ (según la literatura budista).
  - dosha-drishti: ‘mirar faltas’, criticar, censurar (según el diccionario Sanskrit-English Dictionary anterior de Moniers-Williams, con notas marginales).
  - dosha-dūshita: ‘desfigurado por la falta’ (según el Sarva-darshana-samgraha).
  - dosha-grāhin: ‘tomador de faltas’, criticón, censurador (según el diccionario Sanskrit-English Dictionary anterior de Moniers-Williams, con notas marginales).
  - dosha-guna: ‘malas y buenas cualidades’ (según las Leyes de Manu 9.330).
  - dosha-gunin: ‘que tiene malas y buenas cualidades’ (según las Leyes de Manu 8.338).
  - dosha-pjala: ‘fruto del pecado’ (según el Dharma-sutra de Apastamba).
- ofensa, transgresión, culpa, delito, crimen (según el Śrauta-sutra).
  - dosha-grasta: ‘envuelto en culpa, culpable, culposo’ (según el diccionario Sanskrit-English Dictionary anterior de Moniers-Williams, con notas marginales).
- daño, peligro, mala consecuencia, efecto negativo (según las Leyes de Manu, el Majábharata y la literatura Kavia).
  - naisha dosha: ‘no hay daño’; kotra dosha: ‘¿qué mal [puede hacer]?’
  - dosha-kara: ‘que causa daño, pernicioso’ (según el Varaja-purana).
  - dosha-nirghata: ‘expiación de un crimen’ (según el Dharma-sutra de Apastamba).
  - doshavat: ‘nocivo, peligroso’ (según el Ramaiana), ‘culpable de un delito’ (según el Dharma-sutra de Apastamba), conectado con el crimen o la culpa, pecaminoso, malvado (según el Dharma-shastra de Gótama Rishí).
- acusación, reproche (según el Ramaiana).
  - dosha-kalpana: que atribuye culpa, que reprende’.
- ternero (quizá para expiar culpas matándolo) según varios lexicógrafos, como Amara-Sinja, Jalaiudha o Jema-Chandra.
- alteración, enfermedad, mal, elemento mórbido o enfermizo (según Sushruta, uno de los autores de la medicina aiurvédica).
  - dosha bhakti: ‘devoción por la enfermedad’, hipocondría, tendencia a enfermarse (según el Charaka-samjita, uno de los textos base del aiurveda).
  - dosha-ghna: ‘destructor de malos humores’ (según Susruta).
  - dosha-sthana: ‘sitio del desorden de los humores’ (según el Suśruta).
  - dosha-traia-jara: ‘destructor de los tres malos humores’ (según el Suśruta).

## Constituciones típicas de acuerdo al dosha predominante

### Constitución típica de la persona vata
- Delgada y liviana.
- Mente activa, creativa y sin descanso.
- Venas y tendones prominentes.
- Tendencia a tener piel y cabello seco.
- Poca tolerancia al frío.
- Patrones variables de dieta y sueño.
- Tendencia a la ansiedad, la constipación y el insomnio.

### Constitución típica de la persona pitta
- Estructura física mediana.
- Intelecto agudo y discriminativo.
- Fuerte apetito.
- Pecas y lunares diseminados.
- Tendencia a la calvicie o las canas prematuras.
- Transpiración fácil y extremidades tibias.
- Tendencia a la irritabilidad, la gastritis y los problemas en la piel.

### Constitución típica de la persona kapha
- Estructura física pesada.
- Tendencia al sobrepeso.
- Digestión lenta.
- Cabello graso, grueso y ondulado.
- Sueño prolongado y profundo.
- Metódica en su accionar.
- Lenta para enojarse.
- Modos delicados y tranquilos.

## Combinación de doshas
El Áiur-veda plantea que cada persona nace dotada de las cualidades de cada dosha. Para describir a una personalidad vata, pitta o kapha «puros», se entiende una superioridad relevante de ese mismo dosha, sin embargo no ocurre así por norma general.
Es común ajustarse a un tipo de dos doshas en el que predomina uno de ellos pero no drásticamente. La minoría que pertenece a un tipo de dosha único es afortunada en cierto sentido, pues sólo debe centrarse en un factor dominante en su vida.
Se pueden combinar estas series de características para obtener una buena aproximación a la forma de ser de las personas de dos doshas. Un vata-kapha, por ejemplo, puede ser nervioso y a la vez sereno, combinación aparentemente imposible, pero evidente en algunos casos. El dosha dominante determina las reacciones primarias a los estímulos exteriores tanto en el aspecto físico como en el mental. El segundo dosha ejerce influencia de diversas maneras pero nunca se mezclan entre sí para dar un nuevo resultado. Por ejemplo, la combinación vata que se distingue por constitución delgada con el kapha, que se caracteriza por un físico corpulento, no resulta en una complexión media (propia de los pitta), más bien presentará un rasgo u otro.
Estos son los ejemplos de combinaciones de doshas:

### Vata-pitta
Estas personas suelen ser de complexión delgada, como los vata puros, y al igual, conversadores y amistosos, de movimientos rápidos, pero con una tendencia más emprendedora y con un intelecto más agudo (rasgos pitta). Es menos probable que caigan en extremos vata como nerviosismo, hipersensibilidad o irregularidad física. Su constitución gana en estabilidad en general por influencia del pitta. En general su digestión es más sana que los vata, y demuestran una mayor tolerancia al frío, ya que el pitta mejora notablemente la circulación.

### Pitta-vata
Quienes pertenecen a este tipo físico son de estructura mediana, más fuertes y musculosos que los vata-pitta, que se aproximan más al físico delgado y huesudo de los vata puros. Los pitta-vata son de movimientos rápidos, gozan de gran resistencia y suelen ser firmes y enérgicos. En ellos se aprecia la intensidad propia de los pitta. La liviandad de los vata está presente en ellos, aunque en pequeña medida. Su digestión es más eficiente y su ritmo intestinal más regular que los de los vata-pitta o los vata. Afrontan los desafíos de buen grado y encaran los problemas con entusiasmo, a veces hasta con agresividad.
Tanto los vata-pitta como los pitta-vata pueden experimentar cierta propensión al miedo y al enfado, emociones negativas de los dos doshas. Si están en desequilibrio y bajo presión, esta combinación los pone tensos, demasiado ambiciosos e inseguros. Si existe un tipo aiurvédico que exhiba la típica conducta de Tipo A, que tanto desaconsejan los cardiólogos, ese es el pitta-vata en desequilibrio, seguido muy de cerca por el vata-pitta.

### Pitta-kapha
El kapha es un elemento estructural tan fuerte que presta su físico grueso y pesado a los tipos de dos doshas, aun cuando no sea el dosha dominante. Los pitta-kapha son fáciles de reconocer porque presentan la intensidad de los pitta en su actitud y un cuerpo sólido, propio de los kapha. Son más musculosos que los pitta-vata y, en ocasiones, incluso más corpulentos. Su personalidad puede mostrar la estabilidad de los kapha, pero la fuerza de los pitta, con su tendencia al enfado y la crítica, suele ser mucho más evidente y reconocible que la serenidad kapha. El tipo físico pitta-kapha es especialmente favorable para los atletas, pues reúne en sí la energía ambiciosa de los pitta con la resistencia de los kapha. Quienes pertenecen a este tipo lo pasan mal si se saltan una comida. La combinación de digestión eficiente de los pitta con la resistencia de los kapha suele proporcionarles una excelente salud física.

### Kapha-pitta
La solidez estructural de los kapha destaca aún más en este tipo. Los kapha-pitta tienden a poseer una buena musculatura, pero con mayor proporción de grasa que los pitta-kapha o los pitta. Suelen ser más redondos de rost ro y de cuerpo. Se mueven con mayor lentitud y son más relajados que ios pitta-kapha; esta ventaja de los kapha les confiere incluso más resistencia y una energía más est able. Les sienta bien hacer ejercicio con regularidad, aunque para ello deben combatir la tendencia kapha a la apatía y la pereza. No son tan activos por naturaleza como los pitta-kapha.

### Vata-kapha
Estas personas suelen tener muchas dificultades para identificar su tipo físico por medio de un Test Dosha, pues vata y kapha tienden a ser opuestos (por no mencionar la tendencia de los vata a la indecisión). Generalmente, su rasgo más definitorio es una complexión delgada, tipo vata, asombrosamente combinada con la actitud relajada y serena de los kapha, algo que no presentan los vata puros. Visto de otro modo, se trata de personalidades kapha que por algún motivo no adquieren un físico corpulento. De hecho, puesto que la irregularidad de los vata domina el organismo, pueden ser bastante menudos.
A diferencia de los vata, que siempre están en movimiento, los vata-kapha destilan una sensación de estabilidad interior; tienden a ser de temperamento apacible, pero, bajo presión, tal vez reaccionen alarmados, como los vata. Las personas de este tipo físico tienden a ser veloces y eficientes cuando la situación lo exige, pero conocen su tendencia kapha a dejar las cosas para otro momento. También pueden manifestar el impulso de acumular y ahorrar. Puesto que ambos doshas son fríos, tienden a detestar el frío ambiental. Sus doshas fríos también suelen ser causa de digestiones irregulares o lentas.

### Kapha-vata
Este tipo se asemeja al vata-kapha, pero con frecuencia quienes pertenecen a él son más corpulentos y de movimientos pausados. Debido a la presencia de kapha, son más estables y probablemente más relajados que los vata-kapha, pero carecen del entusiasmo de los vata. También tienden a ser más atléticos y a tener mayor aguante. Al igual que los vata-kapha, se quejan a menudo de irregularidades digestivas y no toleran el frío.